# Niedersachswerfen
Niedersachswerfen è una frazione del comune tedesco di Harztor.

## Storia
Il 1º gennaio 2012 il comune di Niedersachswerfen venne unito al comune di Ilfeld, formando il nuovo comune di Harztor.